# Tarania Clarke
Pour les articles homonymes, voir Clarke.
Tarania Caresh Clarke, née le 3 octobre 1999 et morte le 31 octobre 2019 à Kingston, est une footballeuse internationale jamaïcaine évoluant au poste de milieu de terrain.

## Biographie

### Parcours en club
Elle évolue en 2019 au Waterhouse Football Club.

### Parcours en équipe nationale
Tarania Clarke apparaît dans les sélections féminines de jeunes, disputant notamment le Championnat de la CONCACAF féminin des moins de 15 ans en 2014 et le Championnat de la CONCACAF féminin des moins de 17 ans en 2016.
Elle est réserviste de l'équipe de Jamaïque pour la Coupe du monde 2019 et remplaçante lors des Jeux panaméricains de 2019, sans jouer le moindre match. 
Elle inscrit son premier but en faveur de la sélection lors de sa première apparition sous le maillot jamaïcain, le 30 septembre 2019, contre Cuba, dans le cadre des qualifications pour les Jeux olympiques de 2020. Elle compte deux autres sélections, toujours dans le cadre des qualifications au Mondial 2020, le 6 octobre 2019 contre Sainte-Lucie, marquant un but, et le 8 octobre 2019 contre les îles Vierges des États-Unis.

### Mort
Elle est poignardée à mort dans la nuit du 31 octobre 2019 dans le quartier de Half-Way Tree, à Kingston, lors d'une dispute avec une autre femme à propos d'un téléphone portable.